# 蹇念典
蹇念典，字伯常，貴州省遵義府遵義縣人，清朝政治人物、同進士出身。
光緒十八年（1892年）壬辰科進士，三甲一百二十五名，同年五月，著交吏部掣签分发各省，以知县即用，后官雲南、浙江縣、道等職。